# André Metz
Pour les articles homonymes, voir Metz (homonymie).
André Metz (4 novembre 1891 à Saint-Domingue - 16 décembre 1968 à Louveciennes) est un officier et vulgarisateur physique français.

## Biographie
Il a fait l'École polytechnique (X1910). Il dirigea la Revue du génie militaire de 1933 à 1937. Il devient général de brigade en 1946.
Ses livres ont principalement été consacrés à décrire la relativité d'Albert Einstein et surtout à réfuter les attaques faites contre cette théorie, en particulier en provenance des milieux philosophiques : lui-même avait constaté son propre échec en tentant de réfuter la relativité. Il écrit dans une lettre à Einstein en 1924 : « Je fais en ce moment pas mal d'articles pour défendre la théorie relativiste contre ceux qui ne l'ont pas comprise, et qui encombrent la littérature de leur prose […] » Il fut aidé dans cette tâche par Antonin-Dalmace Sertillanges.
Il publia plusieurs articles et livres critiquant la position d'Henri Bergson sur la relativité. Il travailla aussi sur la philosophie d'Émile Meyerson, en collaboration avec lui.

## Sources
- Albert Einstein, Œuvres choisies, tome 4 : Correspondances françaises  (ISBN 978-2020101776).